# GALAPAD
GALAPAD是影馳科技推出的平板電腦。

## 外部連結
- GALAPAD Global（页面存档备份，存于）（英文）
- GALAPAD China（页面存档备份，存于）（简体中文）
- GALAPAD Hong Kong（页面存档备份，存于）（繁體中文）
- 平民價格，非一般效能享受——GALAPAD7吋平板（页面存档备份，存于）（繁體中文）